# Wapen van het Veenraadschap der Geldersche en Stichtsche Veenen

Het wapen van het Kollegie van Veenraden van Veenendaal

Het wapen van Kollegie van Veenraden van Veenendaal werd op 30 september 1818 bij besluit van de Hoge Raad van Adel aan het Veenraadschap der Geldersche en Stichtsche Veenen bevestigd. In 1949 ging het veenraadschap met de De Dijkstoel van de Rhenensche Nude en de Achterbergsche Hooilanden op in het waterschap Grebbe. Hiermee verviel het wapen.

## Beschrijving
De blazoenering van het wapen luidt als volgt:
Een blaauw schild met een op eene zee zeilend scheepje, alles van goud.
De heraldische kleuren zijn: azuur (blauw) en goud (geel). Het wapen is uitgevoerd in de rijkskleuren.

## Symboliek
Het schipje slaat op een Samoreus, een zeilschip dat gebruikt werd om het turf af te voeren. Het wapen zelf is afkomstig uit het oude zegel veenraadschap. Het veenraadschap zorgde ook voor de stichting van Veenendaal. Het wapen van Veenendaal is daardoor gebaseerd op dit wapen.

## Verwante en vergelijkbare wapens

Het wapen van het waterschap Grebbe
Het wapen van Veenendaal tussen 1816 en 2012
Het wapen van Veenendaal sinds 2012